# 全然
全然（ぜんぜん）は日本語の単語のひとつ。
副詞。

## 否定
（打消しの言葉や否定的な表現を用いて）まったく。まるで。少しも。まるっきり。
「全然～ない」の形で全否定を表す。
戦後に定着した。文部科学省などが奨励する用法。

### 例
- 「全然食べるものがない」というと、食べるものが全く無いことを表す。

- A「痛かった？」B「全然」の場合、Bは非常に痛かったのではなく、まったく痛くなかったことを表す。
- A「テストどうだった？」B「全然」の場合、Bは非常に良くできたのではなく、まったくできなかったことを表す。

## 「すべて」の意味
主に明治時代の文学作品など明治時代から戦前までの近代語に見られ、否定表現を伴わず「すっかり、ことごとく、完全に、全面的に」。
日本に入ってきた当初の用法はこちらであった。
国語辞典によってはこの用法を記載しなかったり、記載した上でかつて使われた用法とするものもある。

### 例
- 「母は全然同意して」少しも異を唱えず全面的に同意していることを表す。
- 「一体生徒が全然悪いです」他の当事者と比べて割合として完全に生徒が悪いことを表す。
- 「全然疲れた」非常に疲れたことを表す。 [要検証 – ノート]
- 「全然眠い」非常に眠いことを表す。

## 肯定
否定的な表現を伴わない。「非常に、断然に」という強調を表現する場合もある。

### 例
- 「全然大丈夫」
- 「全然おいしい」

「全然」という言葉が中国から入ってきた江戸時代には、既に肯定で使用されることがあった。ただし、広まったのは明治時代である。
戦後、昭和中期には肯定用法の使用が減り、「全然」を否定表現で使うことの方が多くなっていった。1955年の国立国語研究所の調査（「語形確定のための基礎調査」）の結果でも、「全然すばらしい」という肯定表現を適切とする人はごく少数で、1960年の指導要領には「全然は否定語を伴う」と明記されているが、その後若者を中心に肯定用法が自然に広まっていったといわれている。
文化庁「国語に関する世論調査（平成15年度/2003年）」において、「とても明るい」ということを,「全然明るい」という言い方をすることがあるかどうかという質問に対し、「言うことがある」と回答したのが20.7％、78.6％が「言わない」と回答している。「暗い？」という問いに対する「全然暗くない」も「全然明るい」も同義である。

## 意味の変遷
文部省教育が定着する以前は否定を伴わない用法も珍しくはなかった。戦後長らく否定用法が正しいとされたが、否定を伴わない用法が再度増えている。
三省堂国語辞典（第6版） ぜんぜん[全然]（副）
1. 〔あとに打ち消しや「ちがう・別だ」などのことばが続いて〕すこしも。まるで。「―知らない」
2. 完全に。すっかり。「―支配されている」
3. 〔俗〕〔ほかとくらべて、また、自分の予想や人の意見とちがって〕ひじょうに。「―かわいい」

岩波国語辞典（第6版） ぜんぜん【全然】（副）
(ア) 《後に打消しの言い方や否定的な意味の表現を伴って》まるっきり。
「―読めない」「―だめだ」
(イ) すっかり。全面的に。
「心は―それに集中していた」「―同感だ」
⇒肯定に使ったこの用法にも実例が多い。ただし「非常に」「断然」の意に使うのは俗用。
「―平気だ」は「―気にしない」「―構わない」との混交か。
新潮現代国語辞典 ぜんぜん【全然】（副）
(一) 打消を強める語。まるで。「―色気のない平気な顔では〔草枕〕」
(二) まったく。完全に。「一体生徒が―悪るいです〔坊つ〕」
「妻を迎へて一家団欒の楽を得ようとして、―失敗した博士も、此城丈は落されまいと〔半日〕」
「こうやって演壇に立つのは、―諸君のために立つのである、唯諸君のために立つのである、と
救世軍のようなことを言ったって〔漱石・大阪講演〕」
「―監督者の口吻（コウフン）である〔続悪魔〕」
小学館現代国語例解辞典 （第4版）ぜんぜん【全然】（副）
全く。まるで。「全然知らない」
▽あとに打消や否定表現を伴って用いる語だが、俗に、「非常に」「とても」の意で用いられることがある。
明治時代には夏目漱石も「全然」を「全面的に」「完全に」の意味で否定を伴わず使っていた。
夏目漱石のほかに石川啄木、森鷗外、芥川龍之介らも「全然」を否定を伴わず使っている。
戦前から昭和30年代にかけて活躍したギャグマンガ家「杉浦茂」が昭和31年、32年ごろ書いた『少年西遊記』にこんな場面が登場する。
「にくだんごはいかがでしたか？」と聞かれた孫悟空が「ぜんぜんおいしかったよ」と答えている。
これは「全面的に」「完全に」の意味ではなく「非常に」の意味である。

## 現状

### 否定用法以外は誤用論
教科書や小学生向け辞書などでは『（口頭語で肯定表現に）非常に。』の用法を好ましくないとするのが妥当という見解（教育出版）、「あとに打ち消しのことばがくる」などの注意書き、それ以外については俗語であるという参考記述、補足記述がされ、ほとんどが文科省の推奨する否定用法だけを記載している。
「日本語検定 公式○×速解問題集（日本語検定委員会 著）」においては全然の用法についての語彙問題で『「全然おいしい」「全然平気だ」などの言い方も耳にしますが、これらは広く認められた言い方とは言えません』との解説があり、不適切な使い方とみなされ、×が正解となっている。
その他、秘書技能検定、ビジネス実務マナー技能検定、ビジネス文書技能検定、日本語文章能力検定などの参考書、問題集においても、肯定表現に用いることを適切とするものは皆無である。
また入試問題、入学模試などにおいても同様に肯定表現で用いることは不適切または誤用との扱いがされている。

### 否定用法以外も誤用ではない論
元小学館辞典編集部編集長の神永曉は、「全然」は否定の言い方でなければならないという根拠は歴史的にみると存在しないため、肯定で用いても「全然大丈夫」と評している。ただし「とても」という意味での用法は新しいものであるという。
文化庁国語課の国語調査官・武田康宏によると、「全然＋肯定」の表現は「許されやすかった時期」と「許されにくかった時期」が繰り返されてきており、誤用とはいえないとしている。
NHKの「ことばおじさん」梅津正樹は「年配の方は、「全然」という言葉には否定の意味が続くという認識があります。しかし、若い人は肯定の意味で使います。調べると、戦前は肯定の方が多かった時期もあるんです。「全然」は「まったくしかり」と書きます。どこにも否定の意味はないんですね。戦後の学校教育で全然の後には否定がくると教えるようになったんです。」と語っている。